# Нижняя Уща
Нижняя Уща — река в России, протекает по Башкортостану. Устье реки находится в 1,3 км по правому берегу реки Верхняя Уща. Длина реки составляет 11 км. Берёт начало из горного родника.

## Данные водного реестра
По данным государственного водного реестра России относится к Камскому бассейновому округу, водохозяйственный участок реки — Нугуш от истока до Нугушского гидроузла, речной подбассейн реки — Белая. Речной бассейн реки — Кама.
Код объекта в государственном водном реестре — 10010200312111100017880.